# Artisan japonais
artisan japonais（アルディサン・ジャポネ）は、東海ラジオ、ニッポン放送などで放送されていたラジオ番組である。

## 概要
毎回、真のアーティストにスポットをあて、いろいろな角度で話をする番組。
2012年12月30日（東海ラジオ。ニッポン放送は12月31日、ラジオ大阪は2013年1月1日）の放送をもって終了した。

## パーソナリティ
- 長谷川博之（株式会社ヒューモニー代表）
- 小川もこ

## 放送時間
番組終了時点のネット局
- 東海ラジオ 毎週日曜日10:30 - 11:00
- ニッポン放送 毎週月曜日20:00 - 20:30
- ラジオ大阪 毎週火曜日20:30 - 21:00
- 西日本放送 毎週月曜日20:00 - 20:30

- 2011年（平成23年）3月までのネット局
- ラジオ福島 毎週月曜日20:00 - 20:30
- 北日本放送 毎週月曜日20:00 - 20:30